# Distrikt Huancayo
Der Distrikt Huancayo liegt in der Provinz Huancayo der Region Junín im zentralen Westen Perus. Der Distrikt wurde am 2. Januar 1857 gegründet. Er hat eine Fläche von 227 km². Beim Zensus 2017 lebten 121.495 Einwohner im Distrikt. Im Jahr 1993 betrug die Einwohnerzahl 100.116, im Jahr 2007 112.054. Verwaltungssitz ist die gleichnamige 3249 m hoch gelegene Stadt Huancayo, die Sitz der Provinz- und Regionsverwaltung ist. Daneben gibt es keine nennenswerten Orte im Distrikt.

## Geographische Lage
Der Distrikt Huancayo umfasst die Provinz- und Regionshauptstadt Huancayo und reicht im Nordosten bis zur 5557 m hohen Cordillera Huaytapallana, einem Gebirgsmassiv der peruanischen Zentralkordillere. Er besitzt eine maximale Längsausdehnung in SW-NO-Richtung von etwa 27 km. Der Río Mantaro fließt entlang der westlichen Distriktgrenze nach Süden. Der Distrikt grenzt im Süden an die Distrikte San Marcos de Rocchac (Provinz Tayacaja), Sapallanga und Chilca, im Westen an den Distrikt Huamancaca Chico (Provinz Chupaca), im Nordwesten an den Distrikt El Tambo sowie im Nordosten an den Distrikt Pariahuanca.

## Gliederung
Der urbane Bereich des Distrikts ist in 7 Sektoren unterteilt:
- Cajas Chico
- Chorrillos
- Ocopilla
- Palián
- San Carlos
- Torre Torre
- Zona Monumental